# 스콧 헤이즈

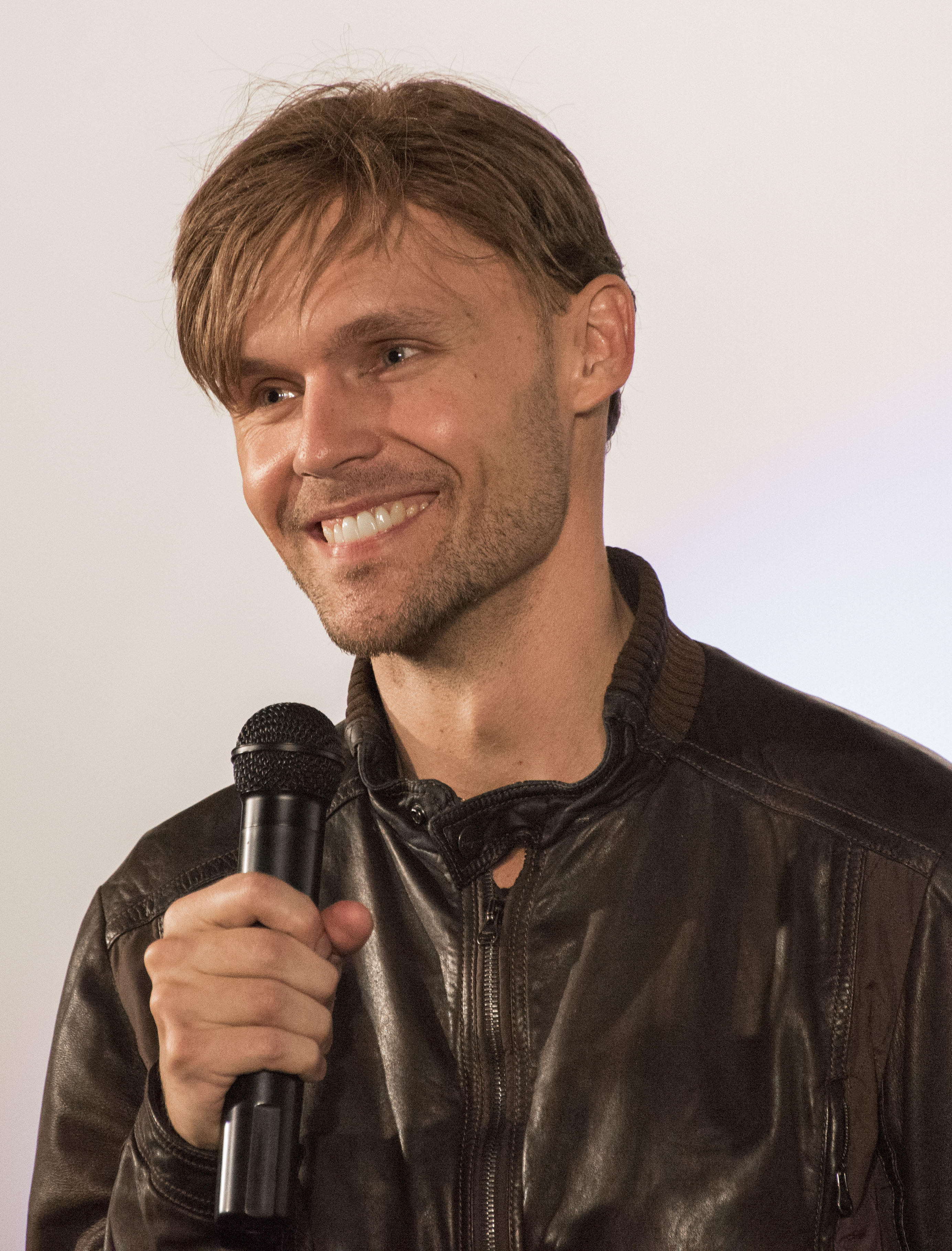
스콧 헤이즈의 모습

스콧 헤이즈(영어: Scott Haze, 1993년 ~ )는 미국의 배우, 작가, 감독, 영화 제작자이다.

## 영화
- 포스트 (2011)
- 위험한 유혹 (2013)
- 차일드 오브 갓 (2013)
- 부코스키 (2013)
- 더 사운드 앤 더 퓨리 (2014) - 제이슨 컴슨 5세 역
- 미드나잇 스페셜 (2016)
- 비트윈 어스 (2016)
- 승부 없는 싸움 (2016)
- 더 볼트 (2017)
- 땡큐 포 유어 서비스 (2017) - 마이클 아담 에모리 역
- 온리 더 브레이브 (2017) - 클레이턴 휘티드 역
- 퓨쳐 월드 (2018)
- 베놈 (2018) - 롤랜드 트리체 역
- 제로빌 (2018)
- 더 롱 홈 (2018)
- 렉싱턴 & 바인 (2019)
- 미나리 (2020)
- 올드 헨리 (2021)
- 앤틀러스 (2021)
- 쥬라기 월드: 도미니언 (2022)
- 사운드 오브 프리덤 (2023)